# Kłopot (Lubusz)
Pour les articles homonymes, voir Kłopot.
Kłopot (prononciation : [ˈkwɔpɔt] ; en allemand : Kloppitz) est un village polonais de la gmina de Cybinka dans le powiat de Słubice de la voïvodie de Lubusz dans l'ouest de la Pologne.

## Géographie
Il se situe dans la région historique de la Nouvelle-Marche, près de la frontière allemande sur l'Oder à l'est d'Eisenhüttenstadt. Il se trouve à environ 11 kilomètres au sud-ouest de Cybinka (siège de la gmina), 26 kilomètres au sud de Słubice (siège de le powiat), 60 kilomètres à l'ouest de Zielona Góra (siège de la diétine régionale) et 77 kilomètres au sud-ouest de Gorzów Wielkopolski (capitale de la voïvodie).

## Histoire

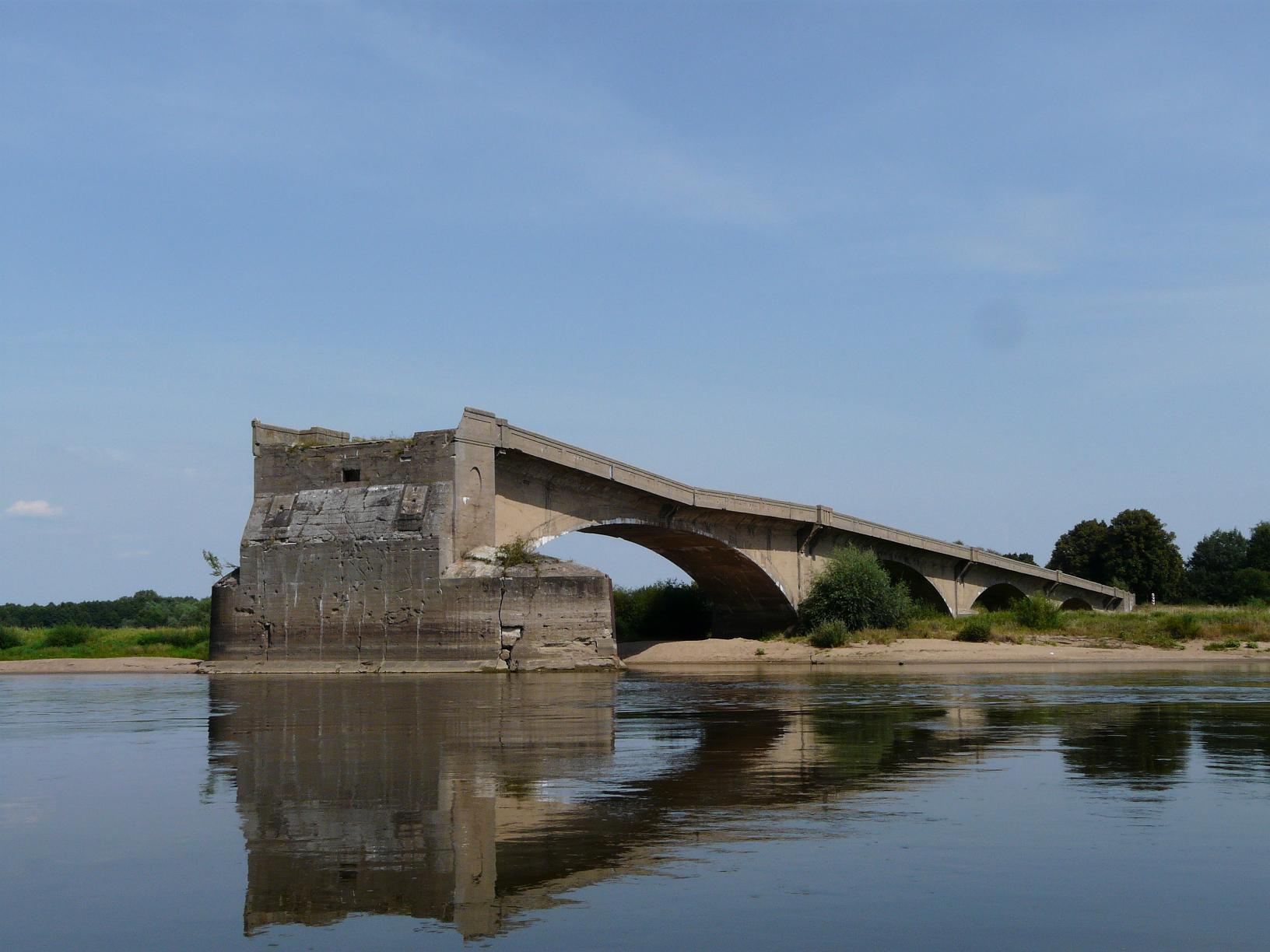
Pont sur l'Oder, détruit en 1945.

Au XIIIe siècle, la région sur la rive orientale de l'Oder qui antérieurement faisait partie du duché de Grande-Pologne, dépendit des margraves de Brandebourg qui étendirent leur domination vers l'est. Le lieu de Kloppitz lui-même est mentionné pour la première fois dans un acte de 1350, délivré par le margrave Louis de Wittelsbach. En 1448, les domaines sont acquis par l'ordre de Saint-Jean des mains du margrave Jean de Hohenzollern. Il resta en possession de l'ordre jusqu'en 1804.
Après la réforme administrative du royaume de Prusse en 1815, Kloppitz entre dans l'arrondissement de Sternberg-en-Nouvelle-Marche, qui est divisé ensuite, et elle fait partie de l'arrondissement de Sternberg-Ouest qui est lui-même partie du district de Francfort-sur-l'Oder au sein de la province de Brandebourg.
À l'ouest du village, il y avait un pont routier sur l'Oder, achevé en 1919, qui était fait sauter au cours du retrait des forces de la Wehrmacht à la fin de la Seconde Guerre mondiale. Avec la définition de la frontière germano-polonaise actuelle sur la ligne de l'Oder et de la Neisse lors de la conférence de Potsdam en juillet-août 1945, le village revint à la république de Pologne (voir Évolution territoriale de la Pologne). La population d'origine allemande est expulsée et remplacée par des Polonais.
De 1975 à 1998, le village appartenait administrativement à la voïvodie de Zielona Góra.

Depuis 1999, il appartient administrativement à la voïvodie de Lubusz.